# إنا نويل
إنا نويل (بالإنجليزية: Ena Noël)‏ هي أمينة مكتبة ومُدرسة أسترالية، ولدت في 1910، وتوفيت في 2003.